# Macedònic
El macedònic o macedoni (македонски јазик, makedonski jazik,  [maˈkɛdɔnski ˈjazik] (?·pàg.)) és una llengua que pertany al grup meridional-oriental de llengües eslaves, parlada per prop d'1,5 milions de persones, principalment a Macedònia del Nord, on és una de les dues llengües oficials. S'escriu amb l'alfabet ciríl·lic.
És un idioma molt proper al búlgar, fins al punt que existeix la polèmica sobre si és en realitat un dialecte d'aquest idioma. No s'ha de confondre amb el dialecte macedoni del grec antic. Per motius polítics, tant Grècia com Bulgària neguen l'existència del macedoni com a llengua diferenciada del búlgar.
El macedònic no té declinacions en els noms, però usa tres articles definits com a sufixos amb una funció similar als casos. Té un accent fix segons el nombre de síl·labes de la paraula. Presenta tres gèneres (masculí, femení i neutre).
El macedònic és la llengua oficial de Macedònia del Nord, i oficialment reconeguda al districte de Korçë, a Albània. Es parla també a Sèrbia, a Montenegro i a Grècia. El macedònic és l'única llengua eslava, a banda del búlgar, que no té casos en els substantius, però té tres articles definits, que són usats com a sufixos.
El macedònic s'escriu amb l'alfabet ciríl·lic macedoni, una escriptura ciríl·lica modificada, amb 31 lletres. Aquesta, juntament amb el glagolític, era una antiga escriptura eslava, usada per a l'antic eslau eclesiàstic. Únicament el ciríl·lic perviu fins avui, probablement perquè les lletres són més simples i apreses més fàcilment quan els erudits sants Ciril i Metodi van introduir els escrits cristians en el poble eslau.
El macedònic s'ensenya com a matèria en diversos centres universitaris del món i en totes les universitats de l'ex-Iugoslàvia.

## Transliteració del macedoni
Totes les llengües que s'escriuen en ciríl·lic plantegen problemes de transliteració en alfabet llatí. El rus, per exemple, segueix diversos sistemes segons quines siguin les llengües a les quals es transcriu. Així doncs, Шостакович en català es transcriu Xostakóvitx, però hom escriu Chostakovitch en francès, Schostakowitsch en alemany, Shostakovich en anglès, Sosztakovics en hongarès, Sjostakovitj en suec, fins i tot Šostakovič en txec, respectant així les normes de pronunciació de cada llengua.
El serbi, per contra, té el seu propi sistema utilitzat sigui quina sigui la llengua de destinació, perquè s'escriu tant en alfabet llatí com en ciríl·lic. Aquesta particularitat ve donada per la proximitat lingüística i històrica amb el croat, que s'escriu amb alfabet llatí. Al llarg del segle xx, l'ús de l'alfabet llatí es va estendre de manera important a Sèrbia, i nombrosos diaris actualment només fan servir l'alfabet llatí. La transliteració sèrbia transcriu, per exemple, el nom de la ciutat de Крагујевац com a Kragujevac i no es veurà mai en alfabet llatí la grafia Kràguievats.
Quan Macedònia del Nord estava integrada en Iugoslàvia, l'ús de la transcripció a la manera sèrbia es va estendre àmpliament per al macedònic. Per tant, Скопје sempre es va transcriure Skopje, no Skopié. La transliteració sèrbia, però, té les seves limitacions, ja que és sovint difícil de llegir per als estrangers i, per tant, indueix a errors de pronunciació. D'altra banda, l'alfabet macedònic té dues lletres, Ќ i Ѓ, que no tenen transliteració en serbi i, per tant, són transcrites com a Kj i Gj o ḱ i ǵ.